# Dieta BARF

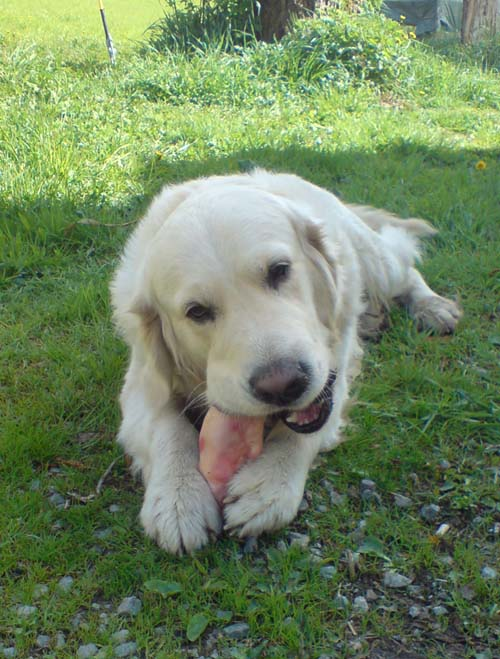
Golden retriever mangia una zampa di maiale cruda.

La dieta BARF consiste nell'alimentare cani, gatti ed altri carnivori con carne cruda, ossa edibili ed organi. BARF è un acronimo che sta per Biologically Appropriate Raw Food, ossia cibo crudo biologicamente appropriato. In passato veniva, e a volte viene tuttora, usato come acronimo di Bones And Raw Food (ossa e cibo crudo).
I sostenitori della dieta BARF credono che una dieta naturale basata su carne cruda, ossa e organi sia nutrizionalmente superiore ai mangimi commerciali. Sostengono che una dieta a crudo ben bilanciata porti numerosi benefici alla salute degli animali, tra cui un mantello più sano, denti più puliti ed eviti l'alito cattivo. I critici della dieta BARF discutono invece sui rischi derivanti da sbilanciamenti nutrizionali, perforazioni intestinali e intossicazioni alimentari che per loro pesano più dei benefici.

## Discussione

### Critica ai mangimi industriali
Ci sono molte discussioni circa gli effetti sulla salute apportati dalle alimentazioni industriali, e molti proprietari di animali nutriti a crudo dichiarano di aver notato un miglioramento generale della loro salute dopo esser passati alla dieta BARF.
Dato che i mangimi industriali sono da considerare l'alimentazione primaria o esclusiva di un animale domestico, i produttori arricchiscono i loro prodotti aggiungendo vitamine e minerali. Visto che il calore utilizzato nel processo di produzione dei mangimi riduce il livello e la disponibilità di nutrienti i critici pongono quesiti sul vero apporto nutrizionale dei mangimi industriali. I critici sostengono anche che nei mangimi industriali potrebbero mancare elementi nutritivi ancora da scoprire o comprendere. C'è molto scetticismo circa l'efficacia dei supplementi paragonata al naturale assorbimento di nutrienti naturalmente presenti. Le stesse argomentazioni sono usate da alcuni per criticare il cibo casalingo per animali domestici arricchito di integratori. Uno studio effettuato sui topi ha dimostrato che la digeribilità degli amminoacidi nei mangimi per gatti è alterata dal calore di produzione.
I mangimi industriali, soprattutto secchi (croccantini), contengono spesso una elevata concentrazione di cereali, il che non è da considerare appropriato per cani e gatti. I gatti, ad esempio, sono carnivori stretti e la loro difficoltà nel digerire i cereali suggerisce il cambio verso una alimentazione basata su carne cruda per poterne osservare i benefici. Studi che hanno paragonato le fonti proteiche nel cibo secco per gatti hanno dimostrato che la digeribilità delle proteine della carne è superiore alla digeribilità delle proteine del mais.

### Obiezioni alla carne cotta in generale

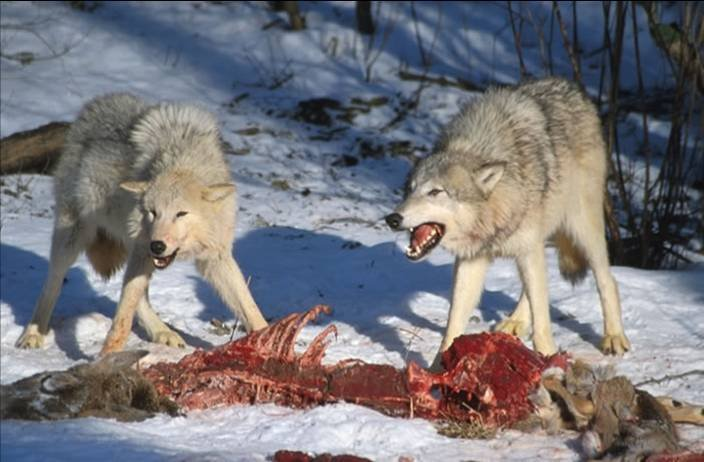
Le diete a crudo tendono a riprodurre ciò che un animale mangerebbe in natura

Uno dei maggiori propositori delle diete a crudo, il Dr Ian Billighurst, medico veterinario australiano e proprietario del marchio registrato 'Barf Diet' e del BARF World Distributor Network, dichiara nei suoi libri che il cane si è evoluto per milioni di anni con una dieta naturale a crudo e che pertanto quella sia la sua fonte ideale di cibo. Dichiara anche che i cibi processati "non sono ciò che il cane è stato biologicamente programmato a mangiare durante il suo processo evolutivo" e che una alimentazione più vicina a quella dei suoi avi selvatici sia più biologicamente appropriata.
Il medico veterinario italiano Dr Enrico Chisari ha esortato a "non condannare un cane alla mortificazione ad vitam di non conoscere il sapore di un alimento naturale".

#### Il gatto di Pottenger
Uno studio che dichiara la superiorità del cibo crudo rispetto al cotto è quello del Dr Francis M. Pottenger Jr, effettuato su 900 gatti per un periodo di 10 anni dal 1932 al 1942. I suoi risultati hanno dimostrato che i gatti nutriti per due terzi con carne cruda e con un terzo di latte crudo con olio di fegato di merluzzo vivevano in grandi condizioni di salute, mentre quelli alimentati con gli stessi ingredienti cotti sviluppavano malattie degenerative e difficoltà nella riproduzione, con le successive generazioni afflitte da problemi di salute. Lo studio è stato fatto prima di scoprire l'importanza della taurina nell'alimentazione del gatto. Si è pertanto successivamente considerata la serie di problemi sanitari sviluppati dai gatti nutriti con alimenti cotti come il risultato di una mancanza di taurina, che si degrada se esposta al calore della cottura. In uno studio sulla deficienza materna di taurina nei gatti, i gruppo di gatti presentava sintomi simili a quelli studiati da Pottenger con la dieta cotta.

## I modelli di alimentazione a crudo
Ci sono numerose differenze di opinione all'interno della comunità di chi alimenta a crudo i propri animali domestici. Le discussioni principali vertono sulla natura, se onnivora o carnivora, del cane, se cani e gatti abbiano bisogno o meno di vegetali nella loro alimentazione ed eventualmente in quale quantità. Anche la sicurezza di alimentare con ossa intere e crude è argomento di confronto, così come ricette che includano vegetali e cereali come invece quelle minimaliste che includano solo carne, ossa e organi, come la dieta "Carne con ossa" suggerita da Michelle T. Bernard.

### BARF
La dieta BARF è composta da percentuali variabili dei vari alimenti, che cambiano in base alla linea di pensiero e alle necessità dell'animale. Generalmente l'apporto di carne senza ossa rappresenta la percentuale maggiore, seguita da ossa polpose, trippa verde e organi e frattaglie in uguale quantità. 
Oltre ai componenti fondamentali la dieta BARF prevede la somministrazione anche di elementi "extra" quali uova, latticini, pesce,...

### Modello preda (prey model)

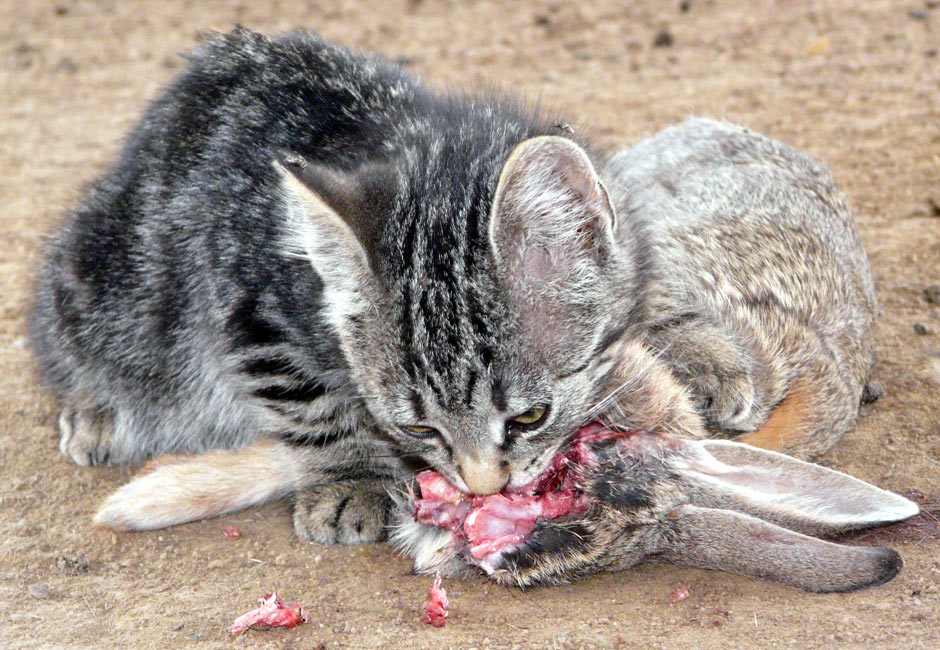
Gatto che mangia una lepre intera

Il "modello preda" prova a simulare nell'alimentazione dell'animale le proporzioni di una vera preda. Vere prede intere sono utilizzate quando possibile, come conigli, polli e tacchini. Di solito la dieta raccomanda un 80% di carne (inclusi organi come il cuore), un 10% di ossa e un 10% di organi (di cui la metà fegato). I sostenitori di questo modello alimentare sostengono che cani e gatti siano carnivori e che i loro fabbisogni nutrizionali siano soddisfatti da quanto contenuto in carne, ossa e organi.  Altro aspetto importante è somministrare carni di specie animali diverse e aggiungere una piccola parte di materia vegetale per simulare il contenuto dello stomaco della preda.
Di solito gli integratori non sono utilizzati in questo modello alimentare ma alcuni aggiungono olio di pesce per compensare il basso livello di acidi grassi omega-3 in animali allevati a cereali. Si può ovviare a questa integrazione somministrando carne di animali nutriti a pascolo che di solito hanno un contenuto di omega-3 più che doppio.

## Bilanciamento nutrizionale
Il bilanciamento nutrizionale di una dieta a crudo può variare enormemente in base alle ricette. Alcuni propositori delle diete a crudo preferiscono utilizzare una ampia gamma di ingredienti credendo che questa provvederà ad un più completo bilanciamento rispetto ad un singolo ingrediente primario.
Alcuni propositori delle diete a crudo raccomandano una supervisione di un veterinario o di un nutrizionista animale per verificare l'adeguatezza dell'alimentazione.

## Obiezioni sulla salute
Molti detrattori delle diete a crudo paventano alcuni potenziali rischi derivanti da questo tipo di proposta alimentare: tra questi, vengono spesso citate perforazioni intestinali, fratture dentali, proliferazioni batteriche, virali e parassitosi.
I fautori delle diete a crudo sostengono invece che somministrando ossa polpose non portanti e crude i rischi di perforazione intestinali scompaiano, che i rapidi tempi di digestione richiesti da questi modelli alimentari (2-3 ore rispetto alle 8-12 ore richieste dalla digestione completa dei croccantini) non consentano la proliferazione di virus e batteri e che abbattendo alcuni tipi di carni si azzera il pericolo di parassitosi. Sostengono inoltre che l'apparato digerente ed il sistema immunitario di un carnivoro sano siano in grado di gestire le cariche batteriche insistenti sulle carni crude e che sia sufficiente utilizzare delle accortezze per evitare parassitosi, come ad esempio congelare per 96 ore le carni di pesce azzurro per evitare parassitosi da anisakis o per 40 giorni le carni di suini e selvaggina per evitare trichinellosi o scongiurare il pericolo del virus del morbo di Aujesky (o pseudorabbia).
Alcuni detrattori delle diete a crudo credono, inoltre, in un possibile aumento dell'aggressività in animali nutriti con questo modello alimentare, ma, di contro, chi propone diete a crudo ai propri animali tende a smentire questa credenza e, anzi, a rimarcare un comportamento più tranquillo ed equilibrato dovuto all'appagamento derivante da una alimentazione naturale, a tempi di digestione molto più veloci e alla mancanza di carboidrati.
Per quanto riguarda rischi di zoonosi è bene che chi gestisce e maneggia carni crude applichi ogni regola imposta dal buon senso, ad esempio tenere separate le carni ad uso umano da quelle ad uso animale, evitare di toccarsi occhi, bocca o naso dopo aver maneggiato carni crude e prima di essersi lavati accuratamente le mani e gestire oculatamente le deiezioni animali.